# Nordön

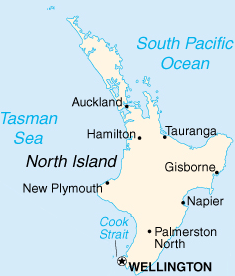
Karta över Nordön.

Nordön (engelska: North Island) är den mindre av Nya Zeelands två huvudöar med en yta på 115 777 km². Huvudstaden Wellington och landets största stad Auckland ligger på ön och cirka 75 % av landets befolkning bor där.

## Öns geografi
Öns östra och västra sidor har kullig terräng, medan vulkanberg dominerar höglandet i mitten av ön.
Ön är världens 14:e största ö.

### Mytologi
Maorisk mytologi hävdar att Nord- och Sydön skapades av guden Maui. Myten hävdar att han och hans bröder var ute och fiskade i sin kanot, Sydön, när han fångade en stor fisk och drog upp den ur havet. Medan han inte tittade slogs hans bröder om fisken och delade upp den. Den stora fisken blev Nordön och därför är öns namn på maori Te Ika a Maui (Mauis fisk). Bergen och dalarna sägs ha skapats då bröderna högg i fisken.

## Städer
- Auckland
- Cambridge
- Coromandel
- Foxton
- Gisborne
- Hamilton
- Hastings
- Huntly
- Kawakawa
- Kerikeri
- Matamata
- Napier
- New Plymouth
- Pahiatua
- Palmerston North
- Raglan
- Rotorua
- Stratford
- Taupo
- Tauranga
- Wellington
- Whangarei

### Fotnoter
1. ↑  ”Nya Zeeland”. Nationalencyklopedin. http://www.ne.se/uppslagsverk/encyklopedi/l%C3%A5ng/nya-zeeland. Läst 10 oktober 2017.